# Forte Monte Tesoro
Il Forte Monte Tesoro è stata una fortezza militare costruita a difesa della città di Verona contro l'Impero austro-ungarico a 917 metri di altitudine, sulla sommità dell'omonimo monte nella Lessinia. Il forte si trova nel territorio comunale di Sant'Anna d'Alfaedo, in provincia di Verona.

## Storia
Il forte faceva parte del sistema di fortificazioni sull'altopiano dei monti Lessini, a Nord di Verona. Costruito per volontà del Regio Esercito, nei primi del '900, aveva lo scopo di difendere l'allora confine con l'impero Austro Ungarico, confine che allora passava proprio sui Lessini.
Fu ideato e progettato ancora tra gli anni '70 e '80 dell'Ottocento per completare la parte settentrionale della piazzaforte di Verona. I lavori iniziarono però soltanto nel 1906 e si portarono fino al 1911. Faceva parte, insieme con i forti Santa Viola e Castelletto, della seconda generazione di forti appartenenti alla cosiddetta fortezza di Verona e costruiti nella Lessinia o settore Destra Adige come fu nominato dal Regio Esercito.
Il genio militare definì forte Monte Tesoro una struttura modernissima e potentissima. Ciò nonostante lo Stato maggiore dell'Esercito italiano criticò alcuni difetti come il cambio di personale nella direzione dei lavori che non aveva nessuna esperienza in materia, ad esempio ad un certo punto i lavori furono affidati ad un tenente del genio ferroviario. Inoltre fu criticato il costo elevato dell'opera dovuto al fatto che i lavori non erano fatti totalmente con personale militare ma anche l'aiuto di imprese civili.
Nella prima guerra mondiale si trovò lontano dal fronte e di conseguenza fu quasi subito disarmato dopo l'entrata in guerra dell'Italia.
Usato fino al termine degli anni '80 dall'Esercito Italiano come deposito polveri e munizioni, è stato negli ultimi anni concesso, dal Demanio, al comune di Sant'Anna d'Alfaedo. Grazie ad una importante azione di recupero e restauro, in occasione del centenario della Grande Guerra, dal 2018 è ritornato visitabile durante manifestazioni o su prenotazione.

## Caratteristiche
L'opera sorge fra la valle di Prun e la Valpantena sulla sommità del Monte Tesoro dominando la media Lessinia, al confine con i comuni di Grezzana e Negrar di Valpolicella. La costruzione in pietra di Prun, trasportato in teleferica sulla cima da una sottostante cava, e calcestruzzo si integra perfettamente all'andamento del terreno, adattato artificialmente all'opera. Sviluppandosi su tre piani dispone di un fossato che circonda completamente l'opera. Nel fossato di gola si trova una caponiera a protezione dell'entrata. Sulla destra del fossato è collocata l'entrata ad una galleria blindata per fucileria che si sviluppa sul fianco sud-orientale dell'opera verso la Valpantena.
Dal primo piano partono i corridoi per accedere a 3 delle 4 torrette corazzate a scomparsa. La quarta torretta è situata insieme al blocco batterie nel secondo piano e precisamente nella parte sud-orientale dell'opera. I locali del secondo piano era quasi tutti adibiti come depositi munizioni. I piani sono collegati tra di loro con delle strette scale laterali. Per rifornire la batteria con le munizioni furono installati invece dei montacarichi collegati con carrelli su rotaia fino sotto le cupole.
Lungo la strada d'accesso sono situati due caserme su due piani per la guarnigione utilizzate anche come laboratorio. La polveriera del forte fu adibita in due caverne con accesso poco sotto al forte e collegati poi con una lunga galleria direttamente al forte.

### Armamento
Nel 1915 l'opera era armata con:
- 6 cannoni 149/35 A in cupola corazzata Armstrong dello spessore di 14 cm;
- 4 cannoni 75A;
- 6 mitragliatrici di cui 3 in torretta corazzata a scomparsa.[6]

Alcune fonti citano anche la presenza sussidaria di 
- 4 mortai 149G;[1]

## Vie d'accesso
La strada d'accesso al forte si stacca poco prima dalla località Corrubio dalla strada provinciale 12 che collega Negrar di Valpolicella con Sant'Anna d'Alfaedo.

## Nella cultura di massa
Il documentario di Mauro Vittorio Quattrina tratta in larga parte il Forte di Monte Tesoro, ripreso prima della ristrutturazione.

### Filmografia
- Fortificazioni della Grande Guerra. Dal Lago di Garda al Monte Baldo, dalla Val d'Adige alle Lessinia, documentario, regia di Mauro Vittorio Quattrina, prodotto da Studio il Volo di Mauro Vittorio Quattrina, 2015